# Ђанлука Валини
Ђанлука Валини (итал. Gianluca Vallini — Болцано, 27. октобар 1993) професионални је италијански хокејаш на леду који игра на позицији голмана.
Члан је сениорске репрезентације Италије за коју је дебитовао на Светском првенству 2017. године.